# Schorviltbij
De schorviltbij (Epeolus tarsalis) is een vliesvleugelig insect uit de familie bijen en hommels (Apidae). De wetenschappelijke naam van de soort is voor het eerst geldig gepubliceerd in 1874 door Morawitz.
De schorviltbij is een koekoeksbij, die als nestparasiet van de schorzijdebij leeft. De vliegtijd is augustus en september.
Het vrouwtje wordt 5 tot 8 millimeter groot. De soort lijkt veel op de gewone viltbij.
In Nederland is de soort zeer zeldzaam, en is waargenomen in Zeeland en op Goeree-Overflakkee. Ook in België is de soort zeer zeldzaam. De grootste bekende populatie bevindt zich in het Verdronken Land van Saeftinghe.